# Marquês de Chaves
Marquês de Chaves é um título nobiliárquico criado por D. João VI por Decreto de 3 de Julho de 1823, confirmado por Carta de 25 de Outubro do mesmo ano, em favor do General Manuel da Silveira Pinto da Fonseca Teixeira, 2.º Conde de Amarante.

## Marqueses de Chaves (1823)
Título criado por D. João VI por Decreto de 3 de Julho de 1823 em favor do General Manuel da Silveira Pinto da Fonseca Teixeira, 2.º Conde de Amarante.

### Titulares
1. General Manuel da Silveira Pinto da Fonseca Teixeira (1792-1830), 1º Marquês de Chaves e 2.º Conde de Amarante
2. José Culmeiro da Silveira Pinto da Fonseca (1865-?), 2º Marquês de Chaves
3. Francisco Manuel Pereira Colmieiro da Silveira (1924–2000), 3º Marquês de Chaves
4. Maria Manuela Salgado da Silveira Pinto da Fonseca (1960), 4ª Marquesa de Chaves

### Armas
Escudo esquartelado: I - Silveira: campo de prata com três faixas de vermelho; II - Pinto: campo de prata com cinco crescentes de vermelho postos em sautor; III - Fonseca: campo de ouro com cinco estrelas de vermelho com sete pontas postas em sautor; IV - Teixeira: de azul com uma cruz de ouro potenteia e vazia.